# Transport kolejowy w powiecie kościerskim

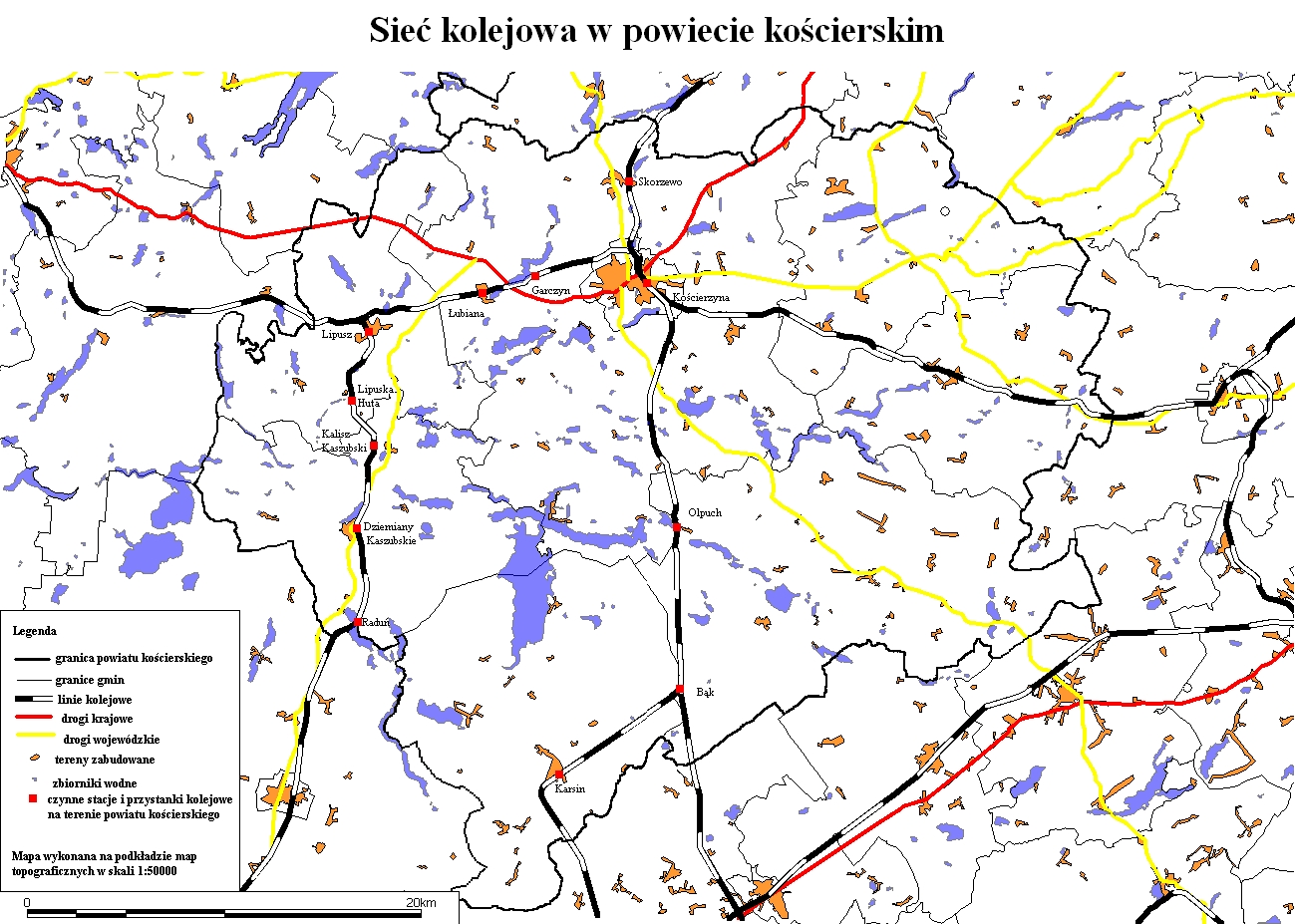
Sieć kolejowa w powiecie kościerskim

Obecnie na terenie powiatu kościerskiego istnieje około 67 km linii kolejowych, na których odbywa się regularny ruch pasażerski. Na terenie powiatu znajduje się 14 stacji i przystanków kolejowych, w tym 3 węzły kolejowe i 2 czynne mijanki.

## Historia

### 1885-1918
Pierwsza linia kolejowa na terenie powiatu kościerskiego powstała w latach 1884–1885 wraz z budową Królewskiej Kolei Wschodniej. Była to (obecnie już zlikwidowana) 53 km linia kolejowa łącząca Pszczółki z Kościerzyną, której pierwszy 8 km odcinek Pszczółki-Sobowidz otwarto w październiku 1884. Pozostałe odcinki na szlaku Sobowidz-Kościerzyna (dł. 45 km) uruchomiono w listopadzie 1885. W tym czasie najprawdopodobniej wybudowano również parowozownię w Kościerzynie. W grudniu 1900 pociągnięto linię kolejową Kościerzyna-Lipusz (dł. 16,7 km), w listopadzie 1901 Kościerzyna-Kartuzy; w ten sposób powstał pierwszy węzeł kolejowy w powiecie. W lipcu 1901 zbudowano linię Lipusz-Bytów (dł. 24,3 km), a rok później linię Lipusz-Chojnice (dł. 52,6 km), co spowodowało, że w 1902 Lipusz stał się drugim węzłem w powiecie. W styczniu 1905, po zbudowaniu linii Skarszewy-Starogard Gdański (dł. 42,7 km), Kościerzyna zyskała połączenia ze wszystkimi sąsiednimi miastami powiatowymi.

### 1918-1945
W 1920, po ustaleniu granicy polsko-niemieckiej na Pomorzu, linia Lipusz-Bytów (dł. 24,3 km) stała się odcinkiem transgranicznym, przez co okazała się zbędna i została w końcu czerwca 1920 rozebrana na odcinku Lipusz-Róg (dł. 7,44 km). Po odzyskaniu przez Polskę niepodległości, rząd podjął decyzję o budowie magistrali węglowej łączącej Śląsk z portem w nowo budowanej Gdyni, gdyż Gdańsk był wolnym miastem, przez co tranzyt przez jego terytorium wiązał się z dodatkowymi kosztami. W połowie października 1928 uruchomiono kolejną linię kolejowa na terenie powiatu. Było to przedłużenie o 22,6 km linii Laskowice Pomorskie-Czersk. Na terenie powiatu stworzono dwie stacje Bąk i Karsin. Na początku listopada 1930 powstała magistrala, która tworzyła kolejny węzeł w Bąku. Dzięki tej magistrali Kościerzyna miała dobre połączenie z Gdynią, wykorzystywane aż do 1990 przez pociągi dalekobieżne. Wraz z budową magistrali stare połączenie (otwarte w październiku 1901) do Kartuz na odcinku Kościerzyna-Gołubie zostało rozebrane (listopad 1930). Podczas wojny, już we wrześniu 1939 została odbudowana linia Bytów-Lipusz.

### 1945-1989
Po II wojnie światowej kolej rozwijała się, stanowiąc najszybszy i najwygodniejszy środkiem lokomocji. W latach 60. można było zaobserwować ten rozwój zwłaszcza na trasie Kościerzyna-Gdynia. Mimo wielkiej akcji elektryfikacyjnej w latach 70. powiat kościerski nie doczekał się elektryfikacji, przez co ruch towarowy Śląsk-Porty i dalekobieżny został przeniesiony na linię przez Tczew, zelektryfikowaną w 1969.

### Po 1989
31 sierpnia 1990 przez stację w Kościerzynie przejechał ostatni pociąg pośpieszny. W 1991 zlikwidowano parowozownię, a w 1992 przekształcono ją w skansen. W tym samym roku w obsłudze połączeń zaczęto wykorzystywać autobusy szynowey, które jednak nie uchroniły przed zamknięciem i likwidacją w maju 1993 linii Lipusz-Bytów oraz w styczniu 1994 linii Pszczółki-Kościerzyna (mimo tego, że rozkład z 1993 przewidywał na tej trasie 4 pary pociągów). Po 1994 spadek przewozów spowodował ograniczanie i zawieszanie ruchu na trasach do Chojnic i do Czerska/Bydgoszczy. Największe ograniczenie ruchu nastąpiło na linii do Czerska, z trzech par w rozkładzie 2003/2004, do tylko jednej pary w rozkładzie 2006/2007 (w rozkładach połączenie to było zaznaczane kursuje do odwołania). W rozkładzie z 2005/2006 pojawiła się ostatnia bezpośrednia para pociągów do Grudziądza a w rozkładzie z 2006/2007 ostatnia para pociągów relacji Bydgoszcz Główna - Kościerzyna skomunikowana w Kościerzynie z pociągiem do Gdyni. Później jedynym bezpośrednim połączeniem z powiatu kościerskiego poza województwo pomorskie było połączenie do Wierzchucina. Ograniczono również ruch na trasie Kościerzyna-Chojnice z 6 par w rozkładzie 2001/2002 do 4 par w rozkładzie 2008/2009.

## Linie kolejowe
Na terenie powiatu znajdują się linie kolejowe nr 201 Nowa Wieś Wielka-Gdynia Port, 211 Chojnice Kościerzynie, 215 Laskowice Pomorskie - Bąk oraz rozebrane 233 Pszczółki - Kościerzyna oraz linia Kościerzyna - Gołubie, którą rozebrano w latach 30. przez co nie posiada ona numeru.

linie kolejowe w południowej części powiatu - na południe od Bąka

### Przepustowość dobowa pociągów osobowych według rozkładu z 2008/2009
| Odcinek                | Linia | Przepustowość maksymalna | liczba par                       | wykorzystanie |
| Bąk - Kościerzyna      | 201   | 30 par                   | 2                                | 6,67%         |
| Chojnice-Lipusz        | 211   | 25 par                   | 4 (+1 na odcinku Chojnice-Brusy) | 16%           |
| Czersk - Bąk           | 215   | 36 par                   | 1                                | 2,77%         |
| Lipusz - Kościerzyna   | 211   | 60 par                   | 4                                | 6,67%         |
| Kościerzyna - Somonino | 201   | 55 par                   | 8                                | 14,55%        |

## Stacje i przystanki kolejowe
Na terenie powiatu Kościerskiego znajduje się 14 czynnych oraz 5 nieczynnych stacji i przystanków kolejowych. Tylko na dwóch z nich, w Kościerzynie i Dziemianach Kaszubskich, czynne są kasy biletowe. Do 1994 roku kolej docierała do każdej gminy. Od 1994 nie dojeżdża do gminy Liniewo. Kolej dociera do wszystkich siedzib gmin oprócz Starej Kiszewy i Liniewa. Stacje i przystanki kolejowe znajdują się w 14 miejscowościach mających w sumie około 55% mieszkańców powiatu. W mieście powiatowym mieszka nieco ponad 34% mieszkańców.  
| Nazwa stacji/przystanku | Zdjęcie | Ranga                                   | linia kolejowa             | rok powstania | liczba par pociągów (2009) | wielkość miejscowości                 | liczba mieszkańców, dla których stacja jest najbliższa. |
| Kościerzyna             |         | węzeł kolejowy                          | 201, 211 i 233 (rozebrana) | 1885          | 14                         | 26717 (miasto powiatowe)              |                                                         |
| Bąk                     |         | węzeł kolejowy                          | 201, 215                   | 1928          | 2                          | 0 (węzeł kolejowy w lasach)           |                                                         |
| Dziemiany Kaszubskie    |         | mijanka                                 | 211                        | 1902          | 4                          | 1762 (siedziba gminy)                 |                                                         |
| Garczyn                 |         | przystanek                              | 211                        | 1900          | 4                          |                                       |                                                         |
| Głodowo Kościerskie     |         | nieczynna mijanka?                      | 233 (rozebrana)            | 1885          | 0                          | 596                                   |                                                         |
| Kalisz Kaszubski        |         | przystanek kolejowy                     | 211                        | 1902          | 4                          | 900                                   |                                                         |
| Karsin                  |         | przystanek kolejowy (wcześniej mijanka) | 215                        | 1928          | 1                          | 2500 (siedziba gminy)                 |                                                         |
| Liniewko Kaszubskie     |         | nieczynna mijanka?                      | 233 (rozebrana)            | 1885          | 0                          |                                       |                                                         |
| Liniewo Pomorskie       |         | nieczynna mijanka?                      | 233 (rozebrana)            | 1885          | 0                          | 1052 (siedziba gminy)                 |                                                         |
| Lipuska Huta            |         | przystanek kolejowy                     | 211                        | 1900          | 4                          | 103                                   |                                                         |
| Lipusz                  |         | węzeł kolejowy                          | 211,                       | 1900          | 4                          | 2069 (siedziba gminy)                 |                                                         |
| Łubiana                 |         | mijanka                                 | 211                        | 1900          | 4                          | 2500                                  |                                                         |
| Nowy Barkoczyn          |         | nieczynna mijanka                       | 233 (rozebrana)            | 1885          | 0                          | 543                                   |                                                         |
| Olpuch                  |         | przystanek kolejowy                     | 201                        | 1970.         | 2                          | 268                                   |                                                         |
| Olpuch Wdzydze          |         | przystanek kolejowy (wcześniej mijanka) | 201                        | 1930          | 2                          | ? (najbliższa miejscowość - Szenajda) |                                                         |
| Podleś                  |         | przystanek kolejowy                     | 201                        | 1930          | 2                          | 255                                   |                                                         |
| Raduń                   |         | przystanek kolejowy                     | 211                        | 1902          | 4                          | 450                                   |                                                         |
| Skorzewo                |         | przystanek kolejowy (wcześniej mijanka) | 201                        | 1930          | 9                          |                                       |                                                         |
| Wielki Klincz           |         | nieczynny przystanek                    | 233 (rozebrana)            | 1885          | 0                          | 1960                                  |                                                         |

### Odległości w linii prostej pomiędzy stacjami i przystankami kolejowymi oraz przedłużenia
Odległości w kilometrach zaokrąglone do 100 metrów na podstawie
Przedłużenia na podstawie kilometrów taryfowych.
|                | Kościerzyna | Bąk     | Dziemiany | Garczyn | Kalisz | Karsin | Lipuska Huta | Lipusz | Łubiana | Olpuch | Olpuch Wdzydze | Podleś | Raduń | Skorzewo |
| Kościerzyna    | x           | 19,5    | 18,8      | 5,5     | 16     | 25,1   | 15,8         | 14,3   | 8,4     | 12,5   | 10,3           | 4,7    | 22,1  |          |
| Bąk            | 107,69%     | x       | 18        | 21,1    | 19,4   | 8,4    | 21,8         | 23,3   | 21,4    | 7,2    | 9,2            | 15,7   | 16,7  |          |
| Dziemiany      | 143,62%     | 266,67% | x         | 15,4    | 3,8    | 16,3   | 6,7          | 9,5    | 13      | 16,1   | 15,9           | 16,4   | 5,6   |          |
| Garczyn        | 127,73%     | 132,70% | 129,87%   | x       | 11,9   | 25,4   | 10,6         | 9      | 3,1     | 14,4   | 13,7           | 7,9    | 9,6   |          |
| Kalisz         | 150%        | 231,96% |           |         | x      | 19,8   | 3            | 5.8    | 7,9     | 15,8   | 8,5            | 14,7   | 8,5   |          |
| Karsin         |             |         |           |         |        | x      | 21,7         | 24,4   | 22      | 14,1   | 16             | 20,9   | 12,9  |          |
| Lipuska Huta   |             |         |           |         |        |        | x            | 3,1    | 8,2     | 17,9   | 16,9           | 15,6   | 11,3  |          |
| Lipusz         |             |         |           |         |        |        |              | x      | 5,9     | 18,6   | 17,2           | 14,8   | 14,4  |          |
| Łubiana        |             |         |           |         |        |        |              |        | x       | 15,5   | 13,6           | 9,8    | 17,4  |          |
| Olpuch         |             |         |           |         |        |        |              |        |         | x      | 2,2            | 8      | 16,4  |          |
| Olpuch Wdzydze |             |         |           |         |        |        |              |        |         |        | x              | 7,7    | 16,9  |          |
| Podleś         |             |         |           |         |        |        |              |        |         |        |                | x      | 18,9  |          |
| Raduń          |             |         |           |         |        |        |              |        |         |        |                |        | x     |          |
| Skorzewo       |             |         |           |         |        |        |              |        |         |        |                |        |       | x        |

## Skansen w Kościerzynie

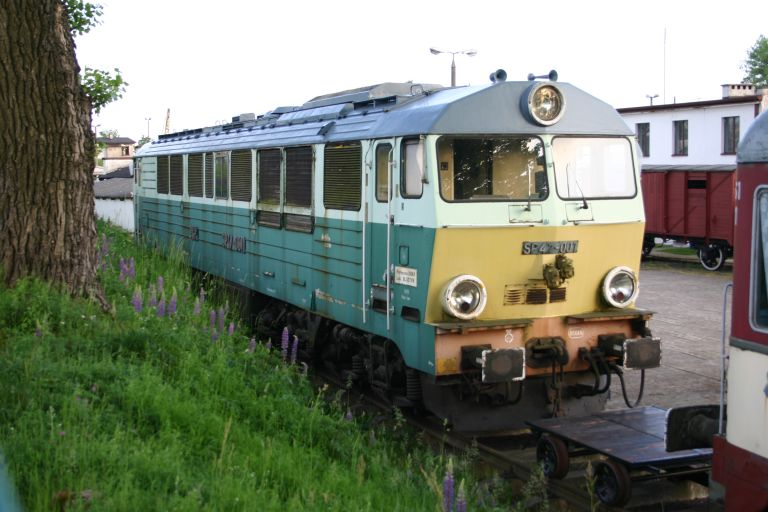
SP47-001 jeden z eksponatów Muzeum Kolejnictwa w Kościerzynie

Obok stacji Kościerzyna, na terenie dawnej lokomotywowni, znajduje się skansen kolejowy w którym można zobaczyć m.in.: lokomotywę SP47-001 (jedyny zachowany egzemplarz), Ok1, SR61 (jeden z dwóch skonstruowanych) oraz EW90-12 (jedyny zachowany pojazd z SKM w Trójmieście pochodzenia berlińskiego). Za płotem (od strony dworca) znajduje się kilka niszczejących parowozów, m.in. Ty2 oraz SN61. Ze skansenu organizowane są wakacyjne przejazdy retro, np. Costerina.
Skansen w Kościerzynie jest jedynym w północnej Polsce skansenem normalnotorowym. Oprócz niego, na podobnej szerokości geograficznej znajdują się skanseny wąskotorowe w Gryficach i Ełku.